# U-231
Unterseeboot 231 foi um submarino alemão do Tipo VIIC, pertencente a Kriegsmarine que atuou durante a Segunda Guerra Mundial.

## Comandantes
| Comandante             | Data                                           |
| ---------------------- | ---------------------------------------------- |
| Kptlt. Wolfgang Wenzel | 14 de novembro de 1942 - 13 de janeiro de 1944 |

## Subordinação
Durante o seu tempo de serviço, esteve subordinado às seguintes flotilhas:
| Período                                      | Flotilha                                  |
| -------------------------------------------- | ----------------------------------------- |
| 14 de novembro de 1942 - 30 de abril de 1943 | 5. Unterseebootsflottille (treinamento)   |
| 1 de maio de 1943 - 13 de janeiro de 1944    | 3. Unterseebootsflottille (serviço ativo) |

## Operações conjuntas de ataque
O U-231 participou das seguinte operações de ataque combinado durante a sua carreira:
- Rudeltaktik Star (27 de abril de 1943 - 4 de maio de 1943)
- Rudeltaktik Fink (4 de maio de 1943 - 6 de maio de 1943)
- Rudeltaktik Elbe (7 de maio de 1943 - 10 de maio de 1943)
- Rudeltaktik Elbe 1 (10 de maio de 1943 - 14 de maio de 1943)
- Rudeltaktik Mosel (19 de maio de 1943 - 22 de maio de 1943)
- Rudeltaktik Schlieffen (14 de outubro de 1943 - 22 de outubro de 1943)
- Rudeltaktik Siegfried (22 de outubro de 1943 - 27 de outubro de 1943)
- Rudeltaktik Siegfried 1 (27 de outubro de 1943 - 30 de outubro de 1943)
- Rudeltaktik Körner (30 de outubro de 1943 - 2 de novembro de 1943)
- Rudeltaktik Borkum (1 de janeiro de 1944 - 3 de janeiro de 1944)
- Rudeltaktik Borkum 3 (3 de janeiro de 1944 - 13 de janeiro de 1944)